# Историја Гота, Вандала и Свева
Историја Гота, Вандала и Свева (лат. Historia de regibus Gothorum, Vandalorum et Suevorum) је историја коју је написао Исидор Севиљски, а која обухвата историју Визигота, Вандала и Свева на Иберијском полуострву.
Од свих Исидорових дела, историографска дела имају највећу практичну вредност. Ово дело је један од главних извора о животу Визигота. На основу његове Историје базирало се све касније писање историјских дела у средњовековној Шпанији. Иако према др Хугу Херцбергу Исидор није ни поседовао велики материјал, нити оно што је имао, користио на правилан начин јер је његов избор и распоред података често лош, а хронолошки ред догађаја често занемариван. Међутим, и поред свих ових замерки, поједини делови историје Гота су од непроцењиве вредности. Почев од Еурихове владавине па током прилично дугог периода, Исидор је једини извор о животу Визигота. Само захваљујући њему, данас знамо за Еурихов законик, као и о владавини Гесалиха, Теудиса, Теудигисила, Агиле и Атанагилда. И владавини Леовигилда и Рекареда имамо и друге изворе, али одређене информације које додаје Исидор су веома вредне. Од Рекареда до Свинтиле, Исидор је опет најбољи, а понекад и једини извор. С друге стране, што се тиче историје Вандала и Свева, његови списи су готово без историјске вредности, јер постоје други, вернији извори.